# Siêu cúp bóng đá châu Âu 1998
Siêu cúp châu Âu 1998 là một trận bóng đá diễn ra ngày 28 tháng 8 năm 1998 tại Stade Louis II, Monaco, giữa đội vô địch Champions League Real Madrid và đội vô địch Cúp C2 Chelsea. Cả hai đội đều chưa giành được danh hiệu này trước đó. Chelsea thắng 1–0 với bàn thắng muộn của Poyet.
Đây là trận siêu cúp đầu tiên diễn ra trên sân trung lập. Trước đó các đội đều thi đấu hai lượt trận, trừ một vài trường hợp đặc biệt, chỉ thi đấu một trận.

## Địa điểm thi đấu
Stade Louis II tại Monaco được chọn làm nơi diễn ra trận Siêu cúp châu Âu lần thứ hai. Nơi đây được xây dựng năm 1985, và cũng là sân nhà của AS Monaco, đội thi đấu trong hệ thống các giải bóng đá Pháp. Trận Siêu cúp châu Âu 1986 giữa Steaua București, đội khi đó đang giữ Cúp C1 và Dynamo Kiev, đương kim vô địch Cúp C2 (hay Cúp các đội vô địch cúp quốc gia), diễn ra trên sân này theo thể thức một lượt.

## Các đội
| Đội         | Tư cách                               | Tham dự trước đó (in đậm chỉ vô địch) |
| ----------- | ------------------------------------- | ------------------------------------- |
| Real Madrid | Vô địch UEFA Champions League 1997-98 | Chưa                                  |
| Chelsea     | Vô địch Cúp C2 châu Âu 1997-98        | Chưa                                  |

## Trận đấu

### Chi tiết
| Real Madrid | 0–1      | Chelsea   |
| ----------- | -------- | --------- |
|             | Chi tiết | Poyet 83' |

| Real Madrid | Chelsea |

| GK               | 1  | Bodo Illgner       |     |     |
| RB               | 2  | Christian Panucci  |     |     |
| CB               | 4  | Fernando Hierro    |     |     |
| CB               | 5  | Manuel Sanchís (c) |     |     |
| LB               | 3  | Roberto Carlos     |     |     |
| RM               | 22 | Christian Karembeu | 52' | 58' |
| CM               | 10 | Clarence Seedorf   |     |     |
| CM               | 6  | Fernando Redondo   |     |     |
| LM               | 11 | Sávio              |     |     |
| CF               | 8  | Predrag Mijatović  |     | 73' |
| CF               | 7  | Raúl               |     |     |
| Dự bị:           |    |                    |     |     |
| GK               | 13 | Pedro Contreras    |     |     |
| DF               | 12 | Iván Campo         |     |     |
| DF               | 19 | Fernando Sanz      |     |     |
| MF               | 14 | Guti               |     |     |
| MF               | 16 | Jaime              |     |     |
| MF               | 17 | Robert Jarni       |     | 73' |
| FW               | 15 | Fernando Morientes | 86' | 58' |
| Huấn luyện viên: |    |                    |     |     |
| Guus Hiddink     |    |                    |     |     |

| GK               | 1  | Ed de Goey          |     |     |
| RB               | 17 | Albert Ferrer       | 7'  |     |
| CB               | 12 | Michael Duberry     |     |     |
| CB               | 5  | Frank Leboeuf       |     |     |
| LB               | 14 | Graeme Le Saux      |     |     |
| RM               | 11 | Dennis Wise (c)     |     |     |
| CM               | 6  | Marcel Desailly     |     |     |
| CM               | 16 | Roberto Di Matteo   |     | 63' |
| LM               | 3  | Celestine Babayaro  | 32' |     |
| CF               | 25 | Gianfranco Zola     |     | 83' |
| CF               | 10 | Pierluigi Casiraghi |     | 89' |
| Dự bị:           |    |                     |     |     |
| GK               | 13 | Kevin Hitchcock     |     |     |
| DF               | 21 | Bernard Lambourde   |     |     |
| MF               | 7  | Brian Laudrup       |     | 83' |
| MF               | 8  | Gus Poyet           |     | 63' |
| MF               | 24 | Eddie Newton        |     |     |
| MF               | 28 | Jody Morris         |     |     |
| FW               | 19 | Tore André Flo      |     | 89' |
| Huấn luyện viên: |    |                     |     |     |
| Gianluca Vialli  |    |                     |     |     |

| Cầu thủ xuất sắc nhất trận đấu: Gus Poyet (Chelsea) Trợ lý trọng tài: Pierre Ufrasi (Pháp) Jacques Mas (Pháp) Trọng tài thứ tư: Pascal Garibian (Pháp) | Điều lệ trận đấu - 90 phút. - 30 phút hiệp phụ với bàn thắng vàng nếu cần. - Sút luân lưu nếu tỉ số vẫn hòa. - Đăng ký bảy cầu thủ dự bị. - Thay tối đa ba cầu thủ. |

### Thống kê
| \| \| Real Madrid \| Chelsea \| \| -------------- \| ----------- \| ------- \| \| Bàn thắng \| 0 \| 0 \| \| Sút \| 4 \| 3 \| \| Sút trúng gôn \| 2 \| 0 \| \| Kiểm soát bóng \| 61% \| 39% \| \| Phạt góc \| 1 \| 2 \| \| Lỗi \| 10 \| 8 \| \| Việt vị \| 2 \| 2 \| \| Thẻ vàng \| 0 \| 2 \| \| Thẻ đỏ \| 0 \| 0 \| |             |         |
| | Real Madrid | Chelsea |
| Bàn thắng | 0           | 0       |
| Sút | 4           | 3       |
| Sút trúng gôn | 2           | 0       |
| Kiểm soát bóng | 61%         | 39%     |
| Phạt góc | 1           | 2       |
| Lỗi | 10          | 8       |
| Việt vị | 2           | 2       |
| Thẻ vàng | 0           | 2       |
| Thẻ đỏ | 0           | 0       |